# Tormássy János (tanító)
Tormássy János (Nagyszombat, Pozsony vm., 1852. június 24. – Sopron, 1911. február 7.) elemi iskolai tanító, lapszerkesztő.

## Életútja
1873-ban Modorban szerzett elemi iskolai tanítói oklevelet, majd 1881-ben tornatanítóit szerzett. A Krassó vármegyei Aninán tanított, majd 1874 és 1911 januárja között történt nyugdíjazásáig a soproni római katolikus népiskola tanítója, a soproni bencés gimnázium tornatanára és a Soproni Gyorsíró Egyesület elnöke volt. 1894 és 1896 között Habsburg-Lotharingiai Ottó herceg fiának, Károlynak (a későbbi IV. Károly királynak) nevelője volt. Cikkeit a következő lapok közölték: Független Polgár, Magyar Néptanító, Sopron, Sopronvidéki Lapok. Szerkesztette 1881-től 1888-ig a Népiskolai Lapokat Sopronban.
Álneve: Fertővidéki (a Népiskolai Lapokban).